# Nasovče
Nasovče je naselje v Občini Komenda.

## Zgodovina
V starih listinah se kraj omenja leta 1422 ko je grof Herman II. Celjski podelil vitezu Frideriku Ravbarju od nekdanjih ortenburških fevdov poleg dvora v Nemški vasi tudi kmetijo »v Nasovičah (Nassawicz) v cerkljanski fari«. Urbar zemljiškega urada Naklo iz leta 1498 navaja v kraju Nassowitsch štriri kmetije, dve je imel Jurij Lap, eno Tomaž Lap in eno vdova Mihe »Gollowichta«. 

## Izvor krajevnega imena
Krajevno ime je verjetno izpeljano iz nekega slovanskega osebnega imena, vendar podobnosti niso dokončno pojasnene. Morda je slovensko ime prevzeto iz nemškega, to pa iz slovanskega Nesenaslavit'i s prvotnim pomenom Nesenalvavovi potomci. Na severovzhodu Nemčije je kraj Nassow, ki se leta 1287 omenja kot Nesenaslowe. V starih listinah se Nasovče omenjajo leta 1422 Nassawicz in leta 1498 Nassowitsch